# Irakische Fußballnationalmannschaft/Weltmeisterschaften
Der Artikel beinhaltet eine ausführliche Darstellung der irakischen Fußballnationalmannschaft bei Weltmeisterschaften. Der Irak nahm nur einmal an einer Fußballweltmeisterschaft teil.

## Überblick

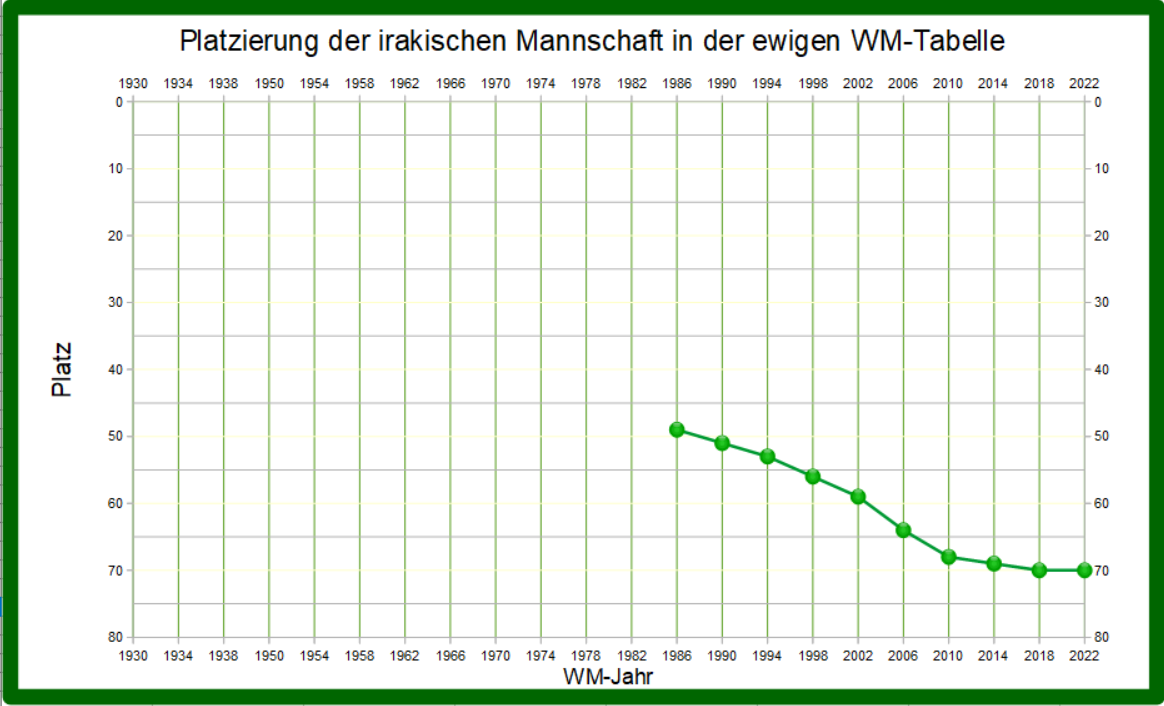
Platzierung der irakischen Mannschaft in der ewigen WM-Tabelle

| Jahr | Gastgeberland  | Teilnahme bis …    | Letzte(r) Gegner          | Ergebnis | Trainer            | Bemerkungen und Besonderheiten |
| ---- | -------------- | ------------------ | ------------------------- | -------- | ------------------ | --- |
| 1930 | Uruguay        | nicht teilgenommen |                           |          |                    | Kein selbständiger Staat |
| 1934 | Italien        | nicht teilgenommen |                           |          |                    | Kein Mitglied der FIFA |
| 1938 | Frankreich     | nicht teilgenommen |                           |          |                    | Kein Mitglied der FIFA |
| 1950 | Brasilien      | nicht teilgenommen |                           |          |                    | Kein Mitglied der FIFA |
| 1954 | Schweiz        | nicht teilgenommen |                           |          |                    | Erstes Länderspiel erst 1957 |
| 1958 | Schweden       | nicht teilgenommen |                           |          |                    | |
| 1962 | Chile          | nicht teilgenommen |                           |          |                    | |
| 1966 | England        | nicht teilgenommen |                           |          |                    | |
| 1970 | Mexiko         | nicht teilgenommen |                           |          |                    | |
| 1974 | Deutschland    | nicht qualifiziert |                           |          |                    | In der Qualifikation an Australien gescheitert. |
| 1978 | Argentinien    | zurückgezogen      |                           |          |                    | |
| 1982 | Spanien        | nicht qualifiziert |                           |          |                    | In der Qualifikation in der 1. Runde an Saudi-Arabien gescheitert. |
| 1986 | Mexiko         | Vorrunde           | Paraguay, Belgien, Mexiko | 23.      | Evaristo de Macedo | Als Gruppenletzter ausgeschieden. |
| 1990 | Italien        | nicht qualifiziert |                           |          |                    | In der Qualifikation in der 1. Runde an Katar gescheitert. Katar scheiterte dann in der letzten Qualifikationsrunde.                                                                                |
| 1994 | USA            | nicht qualifiziert |                           |          |                    | In der Qualifikation in der Finalrunde an Saudi-Arabien und Südkorea gescheitert. |
| 1998 | Frankreich     | nicht qualifiziert |                           |          |                    | In der Qualifikation in der 1. Runde an Kasachstan gescheitert. Kasachstan scheiterte dann in der zweiten Qualifikationsrunde.                                                                      |
| 2002 | Südkorea/Japan | nicht qualifiziert |                           |          |                    | In der Qualifikation in der 2. Runde an Saudi-Arabien und dem Iran gescheitert, der in den interkontinentalen Playoffs scheiterte.                                                                  |
| 2006 | Deutschland    | nicht qualifiziert |                           |          |                    | In der Qualifikation in der 2. Runde an Usbekistan gescheitert, das in der dritten Runde scheiterte.                                                                                                |
| 2010 | Südafrika      | nicht qualifiziert |                           |          |                    | In der Qualifikation in der 3. Runde an Australien und Katar gescheitert, das in der vierten Runde scheiterte.                                                                                      |
| 2014 | Brasilien      | nicht qualifiziert |                           |          |                    | In der Qualifikation in der 4. Runde an Japan und Australien gescheitert. |
| 2018 | Russland       | nicht qualifiziert |                           |          |                    | In der Qualifikation traf die Mannschaft in der dritten Runde auf Australien, Japan, Saudi-Arabien, die Vereinigten Arabischen Emirate sowie Thailand und verpasste als Gruppenfünfte die Endrunde. |
| 2022 | Katar          | nicht qualifiziert |                           |          |                    | In der Qualifikation in der dritten Runde am Iran, Südkorea und den Vereinigten Arabischen Emiraten gescheitert.                                                                                    |

Statistik (Angaben inkl. 2022: 22 Weltmeisterschaften)
- Keine Teilnahme, da kein selbständiger Staat, kein FIFA-Mitglied oder keine Anmeldung: 10× (45,5 %; 1930, 1934, 1938, 1950, 1954, 1958, 1962, 1966, 1970 und 1978)
- Nicht qualifiziert: 11× (50 %; 1974, 1982, 1990, 1994, 1998, 2002, 2006, 2010, 2014, 2018 und 2022)
- Sportliche Qualifikation: 1× (4,5 % bzw. bei 8,3 % der Versuche)
  - Vorrunde: 1× (4,5 %; 1986)

## WM-Turniere

### Weltmeisterschaften 1930 bis 1970
Der Irak wurde 1932 unabhängig, der irakische Fußballverband wurde aber erst 1948 gegründet und 1950 in die FIFA aufgenommen. Daher konnte der Irak an den ersten vier WM-Turnieren nicht teilnehmen. Aber auch an den folgenden Qualifikationen nahm der Irak bis 1970 nicht teil.

### Weltmeisterschaft 1974
Am 11. März 1973 bestritt der Irak beim Qualifikationsturnier in Sydney gegen Australien das erste WM-Qualifikationsspiel und verlor mit 1:3. Es folgten zwei Siege gegen Neuseeland, ein Sieg gegen Indonesien sowie Remis gegen Australien und Indonesien, so dass am Ende Platz 2 hinter Australien belegt wurde, womit der Irak ausschied. Australien konnte sich danach als Asien-Ozeanien-Vertreter für die WM in der Bundesrepublik Deutschland durch drei Spiele gegen Südkorea qualifizieren.

### Weltmeisterschaft 1978
In der ersten Qualifikationsrunde sollte der Irak gegen den Iran, Saudi-Arabien und Syrien antreten, zog aber zurück.

### Weltmeisterschaft 1982
In der ersten Qualifikationsrunde scheiterte der Irak an Saudi-Arabien und konnte nur gegen Katar, Bahrain und Syrien gewinnen.

### Weltmeisterschaft 1986
In der Qualifikation für die zweite WM in Mexiko musste der Irak wegen des Ersten Golfkriegs seine Heimspiele auf neutralem Platz austragen, konnte sich aber dennoch erstmals qualifizieren. In der ersten Runde setzte sich der Irak gegen Katar und Jordanien durch, der ebenfalls zugeloste Libanon hatte seine Mannschaft nach vier hohen Niederlagen zurückgezogen. Im westasiatischen Halbfinale konnte man sich mit 3:2 und 1:2 aufgrund der Auswärtstorregel gegen die Vereinigten Arabischen Emirate durchsetzen. Auch das westasiatische Finale wurde gegen Syrien mit 0:0 und 3:1 gewonnen. Damit war der Irak als Vertreter Westasiens für die WM-Endrunde in Mexiko qualifiziert.
In Mexiko trafen die Iraker in ihrem ersten WM-Spiel auf Paraguay und verloren mit 0:1. Auch das zweite Gruppenspiel gegen Belgien wurde verloren. Immerhin erzielte Ahmed Radhi beim 1:2 den bisher einzigen WM-Treffer für die Iraker. Durch eine abschließende 0:1-Niederlage gegen Gastgeber Mexiko schied der Irak als Gruppenletzter aus und verabschiedete sich für mindestens 36 Jahre von der WM-Bühne.

### Weltmeisterschaft 1990
In der Qualifikation für die zweite WM in Italien konnte sich der Irak in der 1. Gruppenphase nicht gegen Katar durchsetzen, da im letzten Spiel gegen Katar nur ein 2:2 gelang, wodurch den Irakern ein Punkt zum Weiterkommen fehlte. Jordanien und Oman wurden auf die Plätze verwiesen.

### Weltmeisterschaft 1994
In der Qualifikation für die WM in den USA konnte sich der Irak zunächst als Gruppensieger bei Turnieren in Jordanien und China gegen China, den Jemen, Jordanien und Pakistan durchsetzen, erzielte dabei 28 Tore und verlor nur das letzte Spiel gegen China. In der finalen Gruppe mit Saudi-Arabien, Japan (siehe Fußballländerspiel Japan – Irak 1993), Südkorea, dem Iran und Nordkorea belegte der Irak nur den vierten Platz und konnte sich nicht für die WM-Endrunde qualifizieren.

### Weltmeisterschaft 1998
In der Qualifikation für die zweite WM in Frankreich schied der Irak bereits in der ersten Runde gegen Kasachstan aus, gegen das beide Spiele verloren wurden. Lediglich gegen den zweiten Gruppengegner Pakistan wurden beide Spiele gewonnen.

### Weltmeisterschaft 2002
Für die erste WM in Asien konnten sich neben den beiden Co-Gastgebern Südkorea und Japan noch zwei weitere asiatische Mannschaften direkt qualifizieren. Eine weitere hatte die Chance, sich über die interkontinentalen Playoffs zu qualifizieren. In der ersten Runden setzte sich der Irak bei Turnieren im Irak und Kasachstan als Gruppensieger vor den punktgleichen Kasachen mit der besseren Tordifferenz durch, da gegen Nepal und Macau mehr Tore erzielt wurden. In der zweiten Runde waren aber Saudi-Arabien, der Iran und Bahrain stärker und nur Thailand noch schwächer. Saudi-Arabien konnte sich damit direkt qualifizieren, der Iran scheiterte in den interkontinentalen Playoffs an Irland.

### Weltmeisterschaft 2006
In der Qualifikation für die zweite WM in Deutschland musste der Irak erst in der zweiten Runde antreten und wurde in eine Gruppe mit Usbekistan, Palästina und Taiwan gelost. Hinter den Usbeken wurde aber nur der zweite Platz belegt, so dass die dritte Runde nicht erreicht wurde, in der auch Usbekistan scheiterte.

### Weltmeisterschaft 2010
In die Qualifikation für die erste WM in Afrika ging der Irak mit großen Hoffnungen, nachdem er die Fußball-Asienmeisterschaft 2007 gewonnen hatte, und setzte sich in der ersten Runde auch mit 7:0 und 0:0 gegen Pakistan durch. Damit war er für die dritte Runde qualifiziert. In dieser trafen die Iraker auf Australien, das erstmals an der Asien-Qualifikation teilnahm, sowie Katar und China. Der Irak trug alle seine Heimspiele in Dubai aus und belegte am Ende nur Platz 3 in der Gruppe.

### Weltmeisterschaft 2014
In der Qualifikation für die zweite WM in Brasilien musste der Irak erst in der zweiten Runde antreten und setzte sich mit 2:0 und 0:0 gegen den Jemen durch. Die dritte Runde, in der Jordanien, China  und Singapur die Gegner waren, wurde als Gruppensieger abgeschlossen, wobei lediglich das erste Spiel gegen Jordanien verloren wurde. In der vierten Runde waren Japan, Australien, wieder Jordanien sowie der Oman die Gegner. Der Irak konnte aber nicht an die Ergebnisse der zweiten Runde anknüpfen und schied als Gruppenletzter aus.

### Weltmeisterschaft 2018
In der Qualifikation sollte die Mannschaft in der zweiten Runde gegen Indonesien, die Republik China (Taiwan), Thailand und Vietnam spielen. Indonesien wurde aber im Juni 2015 von der FIFA suspendiert. Der Irak war als bester Gruppenzweiter für die dritte Runde qualifiziert. In dieser waren Australien, Japan, Saudi-Arabien, die Vereinigten Arabischen Emirate und wieder Thailand die Gegner. Am Ende wurden die Iraker, die alle ihre Heimspiele in Nachbarländern austragen mussten, mit drei Siegen, zwei Remis und fünf Niederlagen Fünfte.

### 2022 in Katar
Der Irak musste erst in der zweiten Runde der Qualifikation antreten. Gegner waren Bahrain, der Iran, Hongkong und Kambodscha. Die Qualifikation begann für die Iraker, die wegen der angespannten Sicherheitslage alle Heimspiele auf neutralem Platz austragen mussten, mit drei Siegen und zwei Remis im Herbst 2019. Aufgrund der COVID-19-Pandemie fanden im Jahr 2020 keine Spiele statt. Im März 2021 sollte die Qualifikation dann fortgesetzt werden. Tatsächlich ging es erst im Juni weiter, für den Irak mit Siegen gegen Kambodscha und Hongkong und einer Niederlage gegen den Iran (alle in Bahrain). Als einer der vier besten Gruppenzweiten erreichten die Iraker wie die acht Gruppensieger die dritte Runde, die im September 2021 begann. Hier starteten sie mit einem torlosen Remis in Südkorea und einer 0:3-Niederlage gegen den Iran. Im Oktober folgten zwei Remis: 0:0 gegen den Libanon und 2:2 gegen die Vereinigten Arabischen Emirate. Im November spielte der Irak 1:1 gegen Syrien und verlor mit 0:3 gegen Südkorea. Nach einer 0:1-Niederlage im Januar 2022 hatten sie keine Chance mehr sich direkt für die WM-Endrunde zu qualifizieren, bis zum letzten Spieltag aber nach dem einzigen Sieg im vorletzten Spiel gegen die VAE noch die Aussicht die vierte Runde zu erreichen. Dann erreichten sie aber gegen Syrien nur ein 1:1, während die VAE gegen die bereits für die WM qualifizierten Südkoreaner mit 1:0 gewannen und sich damit den dritten Platz sicherten, der ein Play-off-Spiel gegen Australien ermöglicht. Für die Iraker reichte es nur zum vierten Platz.

### 2026 in Kanada, Mexiko und den USA
Für die erste WM in drei Ländern wurde die Zahl der Teilnehmer auf 48 erhöht und den asiatischen Mannschaften drei feste Plätze mehr zugestanden, so dass sich nun acht AFC-Mitglieder direkt qualifizieren können. Eine weitere asiatische Mannschaft nimmt am WM-Play-off-Turnier im März 2026 teil.  Der Irak muss erst in der zweiten Runde in die Qualifikation einsteigen und trifft dort zwischen November 2023 und Juni 2024 in Hin- und Rückspielen auf Indonesien, die Philippinen und Vietnam. Gegen Indonesien und Vietnam haben die Iraker eine positive Bilanz, gegen die Philippinen noch nie gespielt.

## Spieler

### Rangliste der irakischen WM-Spieler mit den meisten Einsätzen
1. Sieben Spieler mit drei Einsätzen

### Rangliste der irakischen WM-Spieler mit den meisten Toren
1. Ahmed Radhi – 1 Tor

### WM-Kapitäne
- 1986: Raad Hamudi (1. und 2. Spiel), Khalil Mohammad Allawi (3. Spiel)

### Bei Weltmeisterschaften gesperrte Spieler
- 1986: Basil Gorgis erhielt im Spiel gegen Belgien die Rote Karte und war für das letzte Gruppenspiel gegen Mexiko ebenso gesperrt wie Samir Shaker, der die zweite Gelbe Karte erhalten hatte.

## Spiele
Der Irak bestritt bisher drei WM-Spiele, die alle verloren wurden. Dabei traf der Irak einmal auf den Gastgeber. Alle Spiele sind die bisher einzigen Länderspiele und damit auch die höchsten Niederlagen des Iraks gegen die drei Gegner. In allen WM-Spielen kamen nur Spieler zum Einsatz, die bei irakischen Vereinen spielten. In der ewigen WM-Rangliste belegt der Irak den 70. Platz und gehört zu den elf Mannschaften, die alle Spiele verloren, hat von diesen aber die beste Tordifferenz (1:4 Tore).
| Alle WM-Spiele |            |          |          |   |                   |          |             |
| Nr.            | Datum      | Ergebnis | Gegner   |   | Austragungsort    | Anlass   | Bemerkungen |
| 1              | 04.06.1986 | 0:1      | Paraguay | * | Toluca, MEX       | Vorrunde |             |
| 2              | 08.06.1986 | 1:2      | Belgien  | * | Toluca, MEX       | Vorrunde |             |
| 3              | 11.06.1986 | 0:1      | Mexiko   | A | Mexiko-Stadt, MEX | Vorrunde |             |